# Aderus curticornis
Aderus curticornis é uma espécie de Coleoptera da família Aderidae. Foi descrita cientificamente por Maurice Pic em 1902.

## Distribuição geográfica
Habita na Nova Guiné.